# Georg von Boeselager
Pour les articles homonymes, voir Boeselager.
Le baron Georg von Bœselager né à Cassel, dans le royaume de Prusse le 25 août 1915 - mort à Łomża le 29 août 1944, est un colonel de cavalerie allemand (Oberst der Kavallerie) au sein de l'armée de terre de la Wehrmacht, pendant la Seconde Guerre mondiale. Il était un opposant au régime national-socialiste.

## Biographie
Il naît le 25 août 1915 près de Bonn, pendant la Première Guerre mondiale et les dernières années de l'Empire allemand. Il reçoit une éducation catholique. Il est le frère aîné de Philipp von Boeselager, futur officier et opposant à Hitler, comme lui. Il poursuit ses études au collège jésuite Aloisiuskolleg (en) (Saint-Louis-de-Gonzague) de Bonn. Il entre le 1er avril 1934 au 15e régiment de cavalerie de Paderborn. Il est nommé lieutenant en 1936 et Oberleutnant en mars 1939. Il gagne la croix de fer de 2e classe pour son courage pendant la campagne de Pologne. Il obtient la croix de fer de 1re classe pendant la bataille de France, le 13 juin 1940, en permettant la formation d'un pont au-dessus de la Seine. Il reçoit la croix de chevalier de la croix de fer, le 18 janvier 1941. Il est nommé capitaine de cavalerie, le 1er juillet 1941. Il est appelé sur le front russe.
En 1943, il est envoyé en Roumanie, alliée de l'Allemagne, pour former l'armée, avant d'être rappelé sur le front russe, sous le commandement du maréchal von Kluge.
Il faisait partie du groupe Tresckow, qui tenta à plusieurs reprises d'assassiner Hitler. Lui-même avait proposé de prendre la Tanière du loup d'assaut, mais l'idée fut abandonnée à cause des trop nombreuses victimes collatérales que cette action aurait entraînées.
Il fut tué le 29 août 1944 à la frontière de la province de Prusse-Orientale, au bord de la rivière Bug, lorsque sa voiture fut la cible d'un mortier ennemi, sans que sa participation au complot ne soit découverte.
Près de deux mois après sa mort, le 28 novembre 1944, il fut décoré de la croix de chevalier de la croix de fer avec feuilles de chêne et glaives. Seuls 154 soldats se sont vu remettre cette décoration. Il fut le 114e d'entre eux.

## Décorations
- Médaille de service de longue durée de la Wehrmacht 4e Classe
- Insigne de combat général
- Insigne des blessés en Argent
- Croix de fer (1939)
  - 2e classe
  - 1re classe
- Médaille du Front de l'Est
- Croix de chevalier de la croix de fer avec feuilles de chêne et glaives
  - Croix de chevalier le 18 janvier 1941 en tant que Oberleutnant et chef de la 1.(reit)/Divisions-Aufklärungs-Abteilung 6
  - 53e feuilles de chêne le 31 décembre 1941 en tant que Rittmeister et chef de la 1./Divisions-Aufklärungs-Abteilung 6
  - 114e épées le 28 novembre 1944 (à titre posthume) en tant que Oberstleutnant et leader de la 3. Kavallerie-Brigade
- Mentionné par 2 fois dans le bulletin radiophonique quotidien Wehrmachtbericht.